# چفورناک (آلاسکا)
چفورناک (به انگلیسی: Chefornak) شهری در ناحیه سرشماری بتل ایالت آلاسکا است که جمعیت آن در سرشماری سال ۲۰۰۰ میلادی ۳۹۴ نفر بوده‌است.